# David W. Weisrock
David William Weisrock (geboren am 23. August 1972) ist ein US-amerikanischer Zoologe, Genetiker, Evolutionsbiologe und Hochschullehrer.

## Werdegang
David W. Weisrock studierte von 1990 bis 1997 an der Iowa State University in Ames, Iowa. Er graduierte dort 1995 zum Bachelor of Science in Genetik und 1997 zum Master of Science in Ökologie und Evolutionsbiologie. Er setzte sein Studium an der Washington University in St. Louis, Missouri fort, wo er 2003 zum Ph.D. in Evolution, Ökologie und Populationsbiologie promovierte. Von 2003 bis 2006 war er Postdoc an der University of Kentucky in Lexington, Kentucky und von 2006 bis 2008 war er Postdoc an der Duke University in Raleigh, North Carolina.
Weisrock war seit 2008 Assistant Professor für Evolutionsbiologie und leitet heute als Associate Professor die Weisrock Labs an der University of Kentucky. Die Weisrock Labs führen genetische und evolutionsbiologische Forschungen an einer großen Bandbreite taxonomischer Gruppen durch. Dazu gehören Salamander wie die nordamerikanischen Tigersalamander und die in Kentucky lebenden Populationen des Schlammteufels, madagassische Lemuren, alpine Steinfliegen und Mesenchytraeus solifugus und andere wirbellose Tiere der Kryosphäre.
2013 veröffentlichte Weisrock mit mehreren Kollegen die Erstbeschreibungen von Marohita-Mausmaki und Anosy-Mausmaki. 2016 war er Koautor der Erstbeschreibung von Microcebus manitatra, Ganzhorns Mausmaki und Microcebus boraha.

## Veröffentlichungen (Auswahl)
- David W. Weisrock et al. Molecular phylogenetic reconstruction of the endemic Asian salamander family Hynobiidae (Amphibia, Caudata). In: Zootaxa, Band 3626, S. 77–93, doi:10.11646/zootaxa.3626.1.3.
- David W. Weisrock et al. Comparative molecular phylogeography of North American softshell turtles (Apalone): implications for regional and wide-scale historical evolutionary forces. In: Molecular phylogenetics and evolution 2000, Band 14, Nr. 1, S. 152–164, doi:10.1006/mpev.1999.0689.
- David W. Weisrock et al. Molecular phylogenetics and historical biogeography among salamandrids of the "true" salamander clade: rapid branching of numerous highly divergent lineages in Mertensiella luschani associated with the rise of Anatolia. In: Molecular phylogenetics and evolution 2001, Band 18, Nr. 3, S. 434–448, doi:10.1006/mpev.2000.0905.
- David W. Weisrock et al. Phylogeographic analysis of mitochondrial gene flow and introgression in the salamander, Plethodon shermani. In: Molecular ecology 2005, Band 14, Nr. 5, S. 1457–1472, doi:10.1111/j.1365-294X.2005.02524.x.
- David W. Weisrock et al. Resolving deep phylogenetic relationships in salamanders: analyses of mitochondrial and nuclear genomic data. In: Systematic biology 2005, Band 54, Nr. 5, S. 758–777, doi:10.1080/10635150500234641.
- David W. Weisrock: A molecular assessment of phylogenetic relationships and lineage accumulation rates within the family Salamandridae (Amphibia, Caudata). In: Molecular phylogenetics and evolution 2006, Band 41, Nr. 2, S. 368–83, doi:10.1016/j.ympev.2006.05.008.
- Linn F. Groeneveld, David W. Weisrock, Rodin M. Rasoloarison, Anne D. Yoder und Peter M. Kappeler: Species delimitation in lemurs: multiple genetic loci reveal low levels of species diversity in the genus Cheirogaleus. In: BMC Evolutionary Biology 2009, Band 9, Artikel 30, doi:10.1186/1471-2148-9-30.
- David W. Weisrock et al.: Delimiting species without nuclear monophyly in Madagascar's mouse lemurs. In: PloS one 2010, Band 5, Nr. 3, Artikel e9883, doi:10.1371/journal.pone.0009883.
- David W. Weisrock et al.: Concatenation and concordance in the reconstruction of mouse lemur phylogeny: an empirical demonstration of the effect of allele sampling in phylogenetics. In: Molecular biology and evolution 2012, Band 29, Nr. 6, S. 1615–1630, doi:10.1093/molbev/mss008.
- David W. Weisrock: Concordance analysis in mitogenomic phylogenetics. In: Molecular phylogenetics and evolution 2012, Band 65, Nr. 1, S. 194–202, doi:10.1016/j.ympev.2012.06.003.
- Rodin M. Rasoloarison, David W. Weisrock, Anne D. Yoder, Daniel Rakotondravony und Peter M. Kappeler: Two New Species of Mouse Lemurs (Cheirogaleidae: Microcebus) from Eastern Madagascar. In:  International Journal of Primatology 2013, Band 34, Nr. 3, S. 455–469, doi:10.1007/s10764-013-9672-1.
- Scott Hotaling, Mary E. Foley, Nicolette M. Lawrence, Jose Bocanegra, Marina B. Blanco, Rodin Rasoloarison, Peter M. Kappeler, Meredith A. Barrett, Anne D. Yoder, David W. Weisrock: Species discovery and validation in a cryptic radiation of endangered primates: coalescent-based species delimitation in Madagascar's mouse lemurs. In: Molecular Ecology 2016, Band 25, S. 2029–2045, doi:10.1111/mec.13604 (Erstbeschreibung dreier Mausmakis).